# Tinia
Tinia eller Tin var den högsta himmelsguden i etruskisk mytologi, och make till Thalna eller Uni.
Han var en i det kraftfulla triumviratet av gudar som även innefattade Menrva och Uni, något som senare överfördes till romersk mytologi såsom föregångare till den kapitolinska triaden Jupiter, Juno och Minerva. Denna treenighet hade tempel i alla etruskiska städer. Tinia associerades med ljungeld, spjut och spiror
En inskription där Tinia nämns är:
- Chimeran från Arezzo:

Tinscvil
vilket tyds: "En gåva till Tin."